# Гарсе, Ариэль
Ариэль Эрнан Гарсе (исп. Ariel Hernán Garcé; 14 июля 1979, Тандиль, провинция Буэнос-Айрес, Аргентина) — аргентинский футболист, защитник.

## Карьера
Начал карьеру в клубе «Ривер Плейт» в 1999 году и выступал до 2004 года, с перерывом в аренде в клубе «Монаркас Морелия». Провёл в составе «Ривера» 98 матчей в чемпионате и 32 игры в континентальных турнирах, забив 6 голов. Выиграл в составе «Ривера» три Клаусуры чемпионата Аргентины.
В 2004 году перешёл в «Колон», где выступал 2 сезона. Затем играл в «Олимпо» и «Росарио Сентраль». Во время периода игры в «Олимпо» был дисквалифицирован на 6 месяцев за употребление кокаина. В 2007 году во второй раз перешёл в «Колон». В 2012 году, после пяти сезонов в составе «Колона», присоединился к «Архентинос Хуниорс».

## Международная карьера
Впервые в состав сборной Аргентины был вызван Марсело Бьелсой в 2003 году, когда провёл 2 игры. После этого не выступал за сборную до 2010 года, когда главный тренер команды, Диего Марадона, пригласил его на товарищеский матч с Гаити. В том же году попал в список игроков, поехавших на чемпионат мира. По информации The Guardian, Марадона взял Гарсе на турнир по одной причине: ему приснилось, что команда выиграла турнир, и единственное лицо, которое он запомнил, был как раз Гарсе.

## Достижения
- Чемпион Аргентины: 2000 (Клаусура), 2002 (Клаусура), 2004 (Клаусура)